# Slaget vid Skadeberget
Slaget vid Skadeberget år 1389 stod mellan en borgarhär från Stockholm och en bondehär från Västmanland och Uppland i kriget mot Albrekt av Mecklenburg. Stockholm som hade en stor tysk befolkning, vägrade att acceptera resultatet av Slaget vid Åsle och bekräftade på nytt deras lojalitet inför kung Albert av Mecklenburg i öppet motstånd mot segrarna. Svenskarna i staden som hade sympati för den nordiska koalitionen blev förtryckta med brutala metoder.
Utanför Enköping vid Tillinge mötte den svenska bondehären den tyskdominerande borgarhären som hade angripit och bränt ner Västerås och Enköping under ett brutalt utfall från Stockholm. Under en kort sammandrabbning som gått till historien som slaget vid Skadeberget blev bondehären besegrad och drevs till flykt av borgarhären som mestadels bestod av tyska legosoldater.